# Lynna Irby
Pour les articles homonymes, voir Irby.
Lynna Irby (née le 6 décembre 1998 à Merrillville) est une athlète américaine, spécialiste du 400 mètres.

## Biographie
Médaillée d'argent du 400 mètres lors des championnats du monde jeunesse de 2015, elle remporte la médaille d'argent sur 400 m et la médaille d'or du relais 4 × 400 mètres lors des championnats du monde juniors de 2016.
En 2019, elle s'adjuge le titre du relais 4 × 400 m aux Jeux panaméricains de Lima, au Pérou.
En 2020, elle remporte le 400 m du Meeting Herculis de Monaco en 50 s 50.

## Palmarès
| Date | Compétition                    | Lieu     | Résultat | Épreuve         | Temps                    |
| ---- | ------------------------------ | -------- | -------- | --------------- | ------------------------ |
| 2021 | Jeux olympiques                | Tokyo    | 3e       | 4 × 400 m mixte | Participation aux séries |
| 2021 | Jeux olympiques                | Tokyo    | 1re      | 4 x 400 m       | Participation aux séries |
| 2022 | Championnats du monde en salle | Belgrade | 4e       | 4 x 400 m       | 3 min 28 s 63            |
| 2024 | Relais mondiaux                | Nassau   | 1re      | 4 × 400 m mixte | 3 min 10 s 73            |